# Українсько-новозеландські відносини
Українсько-новозеландські відносини — це двосторонні відносини між Україною та Новою Зеландією у галузі міжнародної політики, економіки, освіти, науки, культури тощо. Дипломатичні відносини України з Новою Зеландією встановлено 3 березня 1992 року.
Інтереси України в Новій Зеландії представляє Посольство України в Австралії. Інтереси Нової Зеландії в Україні - Посольство Нової Зеландії в Польщі. 
Вперше лідери двох держав Президент Петро Порошенко та прем’єр-міністр Нової Зеландії Джон Кеєм зустрілись 20 вересня 2016 року. Окрім іншого, обговорено спрощення візових вимог.